# Yūki Kawakami
Yūki Kawakami (jap. 川上 優樹, Kawakami Yūki; * 18. Juli 1997) ist ein japanischer Fußballspieler.

## Karriere
Yūki Kawakami erlernte das Fußballspielen in der Universitätsmannschaft der Meiji-Universität. Seinen ersten Vertrag unterschrieb er 2020 beim Thespakusatsu Gunma. Der Verein aus Kusatsu spielte in der zweiten japanischen Liga, der J2 League. Sein Zweitligadebüt gab er am 9. September 2020 im Heimspiel gegen Kyōto Sanga. Hier wurde er in der 22. Minute für Tetsuya Funatsu eingewechselt. Nach insgesamt 41 Ligaspielen wechselte er Januar 2024 nach Toyama zum Drittligisten Kataller Toyama. Am Ende der Saison 2024 belegte er mit dem Verein den dritten Platz und qualifizierte sich für die Aufstiegsspiele. Hier spielte man im Finale gegen Matsumoto Yamaga 2:2-Unentschieden. Da Katallar in der regulären Spielzeit den dritten Platz belegte, stieg man in die zweite Liga auf.